# Eagle (Alaska)
|  | Per a altres significats, vegeu «Eagle Village». |

Eagle és una ciutat a Southeast Fairbanks a l'estat d'Alaska. Segons el cens del 2007 tenia 146 habitants.

## Demografia
Segons el cens del 2000, Eagle tenia 129 habitants, 58 habitatges, i 37 famílies La densitat de població era de 49,4 habitants/km².
Dels 58 habitatges en un 20,7% hi vivien nens de menys de 18 anys, en un 55,2% hi vivien parelles casades, en un 6,9% dones solteres, i en un 36,2% no eren unitats familiars. En el 34,5% dels habitatges hi vivien persones soles el 5,2% de les quals corresponia a persones de 65 anys o més que vivien soles. El nombre mitjà de persones vivint en cada habitatge era de 2,22 i el nombre mitjà de persones que vivien en cada família era de 2,86.
Per edats la població es repartia de la següent manera: un 24,8% tenia menys de 18 anys, un 3,1% entre 18 i 24, un 24% entre 25 i 44, un 44,2% de 45 a 60 i un 3,9% 65 anys o més.
L'edat mediana era de 44 anys. Per cada 100 dones hi havia 95,5 homes. Per cada 100 dones de 18 o més anys hi havia 98 homes.
La renda mediana per habitatge era de 36.042 $ i la renda mediana per família de 44.375 $. Els homes tenien una renda mediana de 30.000 $ mentre que les dones 20.000 $. La renda per capita de la població era de 20.221 $. Aproximadament el 2,6% de les famílies i el 16,5% de la població estaven per davall del llindar de pobresa.

## Poblacions properes
El següent diagrama mostra les poblacions més properes.